# Miss Caribe
Pour plus de détails, voir Fiche technique et Distribution.
Miss Caribe est un film espagnol réalisé par Fernando Colomo, sorti en 1988.

## Fiche technique
- Titre : Miss Caribe
- Réalisation : Fernando Colomo
- Scénario : Fernando Colomo, Carmen Rico-Godoy et Fernando Trueba
- Photographie : Javier Salmones
- Musique : Alejandro Massó
- Pays d'origine : Espagne
- Format : Couleurs
- Genre : comédie
- Durée : 90 minutes
- Date de sortie : 1988

## Distribution
- Ana Belén : Alejandra
- Santiago Ramos : Max
- Juan Echanove : Jesús
- Chus Lampreave : Doña Petra
- Soledad Mallol : Lili